# رابرت بارتکو
رابرت بارتکو (آلمانی: Robert Bartko؛ زادهٔ ۲۳ دسامبر ۱۹۷۵) دوچرخه‌سوار سابق اهل آلمان است.
از باشگاه‌هایی که در آن رکاب زده‌است می‌توان به تیم لوتوان‌ال–یومبو اشاره کرد. وی در بازی‌های المپیک تابستانی ۲۰۰۰ برندهٔ ۲ مدال طلا شده‌است.